# Османская империя в Первой мировой войне
Османская империя вступила в Первую мировую войну 30 октября 1914 года в составе Центральных держав. Участие в войне охватило множество фронтов, включая Кавказ, Месопотамию, Палестину, Восточную Европу, Балканы и Дарданеллы, где османские войска сражались против сил Антанты, однако внутренние слабости и внешние неудачи привели к подписанию Мудросского перемирия в 1918 году.
Предпосылками к вступлению в войну стали ослабление империи после Итало-турецкой (1911–1912) и Балканских войн (1912–1913), а также приход к власти младотурок, которые провели революцию 1908 года и стремились к модернизации и националистическому возрождению. Союз с Германией, оформленный секретным договором 2 августа 1914 года, был обусловлен поражениями в предыдущих конфликтах и необходимостью внешней поддержки. Начало активных действий ознаменовалось прорывом немецких крейсеров «Гёбен» и «Бреслау» к Константинополю и обстрелом российских портов в Чёрном море, что вынудило Россию, а затем Британию и Францию объявить войну Османской империи.
На различных театрах военных действий османские войска показали как успехи, так и серьёзные неудачи. На Кавказском фронте ранние поражения, такие как Сарыкамышская операция (1914–1915), сменились временными успехами в 1918 году, включая взятие Баку, но общий итог был негативным. Дарданелльская операция 1915 года стала крупной победой османов, сорвав планы Антанты, тогда как в Месопотамии и Палестине британские войска постепенно вытеснили турок, захватив Багдад (1917) и Иерусалим (1917). Арабское восстание (1916–1918) и действия в Галиции, Румынии и Ливии (Сенусийская кампания) дополнительно истощили силы империи.
Ключевыми факторами поражения стали экономическая отсталость, нехватка ресурсов и людских сил, а также успехи Антанты на других фронтах, особенно на Салоникском, где падение Болгарии в 1918 году отрезало Турцию от союзников. Общие потери Османской империи составили около 771 844 человек безвозвратно, включая убитых, пропавших без вести и умерших от болезней, что подорвало её военный потенциал. Мудросское перемирие 30 октября 1918 года завершило участие империи в войне, приведя к оккупации Константинополя и началу её раздела, что ознаменовало конец многовекового существования Османской империи.

## Предпосылки

### Младотурецкая революцияи младотурки

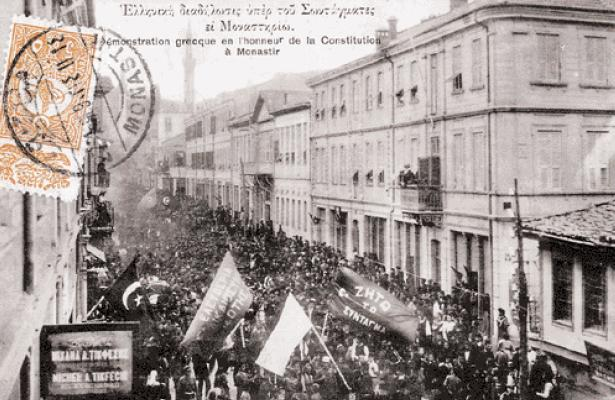
Греческая демонстрация в Битоле в честь восстановления конституции. 1908 год.

Слабость Османской империи и султана побудили студентов и курсантов восстать против правительства. Младотурками была создана тайная организация по подготовке революции. В 1908 году они свергли султана Абдула-Хамида II и захватили власть. После установления власти младотурки образовали политическую партию «Единение и прогресс» и поддержали нового султана Мехмеда V. Младотурки придерживались либеральных идей: они продолжили процесс реформ в Османской империи и примечательны были тем, что открыли школы для женщин и внесли в законодательство их права. Со свержением султана Абдул-Хамида II закончилось абсолютистское правление в Турции, была утверждена конституция, а также установлено либеральное правительство. Младотурки были турецкими националистами. Лозунгом тех дней стало «Турция для турок!» и с тех пор не приветствовалось многонациональное Османское государство. Реформы, проведенные ими, лишь ограничили воздействие на Османскую империю до начала Первой мировой войны.

### Итало-турецкая война
28 сентября 1911 года Королевство Италия вторглось в Ливию с целью сделать её своей колонией. Энвер-бей и Мустафа Кемаль-паша прибыли в Ливию и начали организацию партизанских отрядов, чтобы остановить продвижение вглубь страны итальянцев. Война между Королевством Италия и Османской империей с 29 сентября 1911 года по 18 октября 1912 года (386 дней). Италия захватила области Османской империи Триполитанию и Киренаику (территория современной Ливии), а также грекоязычный архипелаг Додеканес (включая остров Родос). В целом эта война показала слабость Османской империи и послужила поводом для объединения многих государств, намеревавшихся включить в свой состав территории, находящиеся под Османским правлением.

### Балканские войны

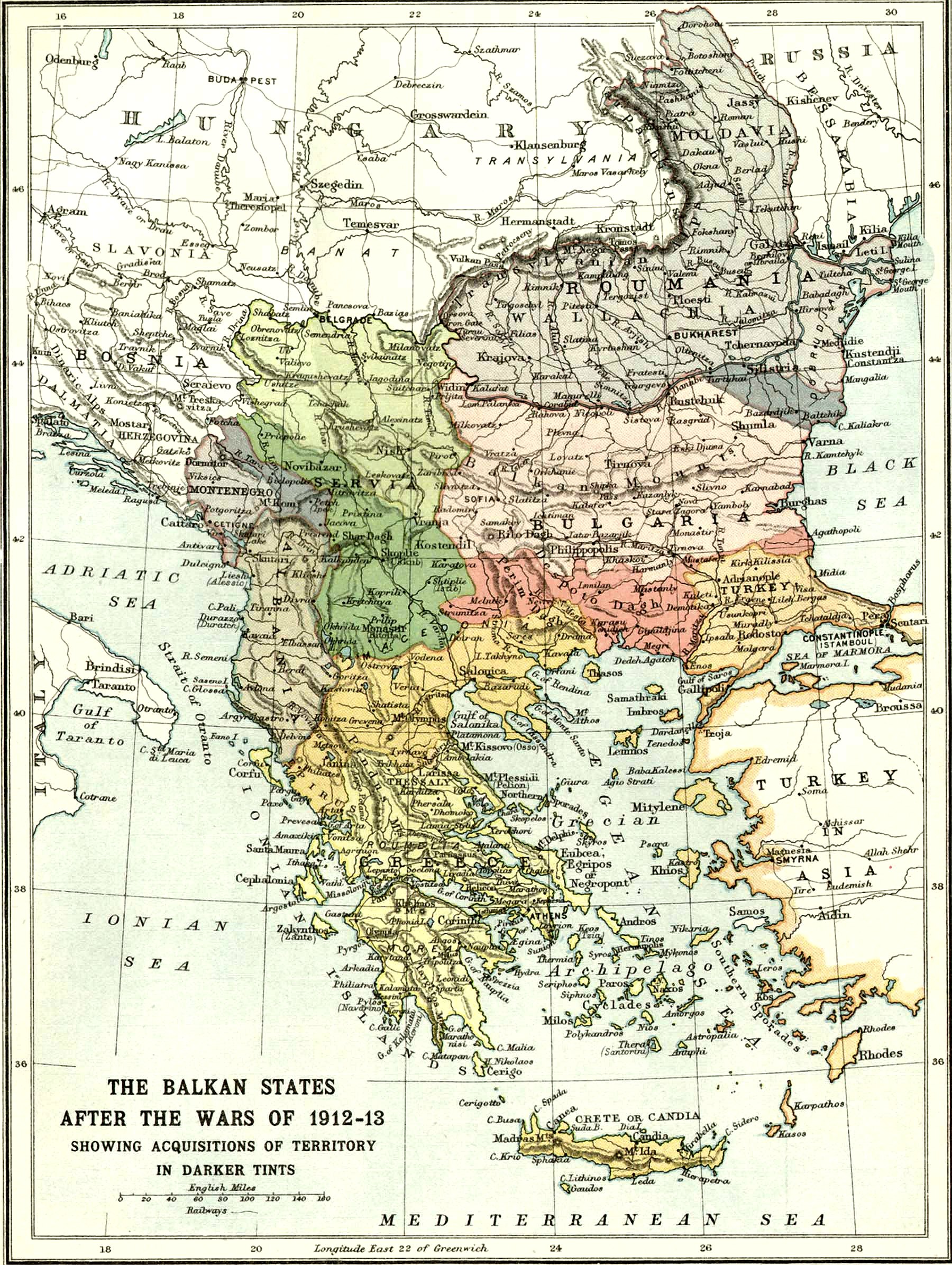
Карта, изображающая балканские государства после Балканских войн

9 октября Черногория объявила войну Османской империи. Следом за ней, 17 октября, объявили войну Турции Болгария и Сербия, а 18 октября — Греция. В этой войне Германская империя выступила как союзник османов, а Франция как союзник Сербии. Османская империя терпела одно поражение за другим. В октябре того же года турецкие силы отступили на линию Чаталджа, недалеко от Стамбула. 4 ноября Албания объявила независимость и вступила в войну с Османской империей. 3 декабря Мехмед V и правительственный министр Мухтар-паша запросили перемирия. В тот же день в Лондоне собралась конференция из делегатов Османской империи и союзных держав, но переговоры провалились. 20 декабря, вернувшись в столицу, Энвер-паша возглавил забастовку студентов. Правительство сдало врагам Эдирне, также известный как Адрианополь. В начале января Энвер-паша устроил ещё один антиправительственный переворот. Это был период общенационального выживания. Энвер и его клика требовали абсолютной власти и возвращения Османской империи Эдирне.
Болгария, Сербия и Греция начали борьбу между собой за территории. Войны закончились захватом Энвер-пашой Эдирне и полным изнеможением Османской империи. Режим Энвер-бея, став управлять государством, отказался от контроля над частью Албании. Он потерял Македонию и Салоники, отошедшие Греции. Османская империя на западе приобрела границы современной Турции.

### Начало сотрудничества с Германией

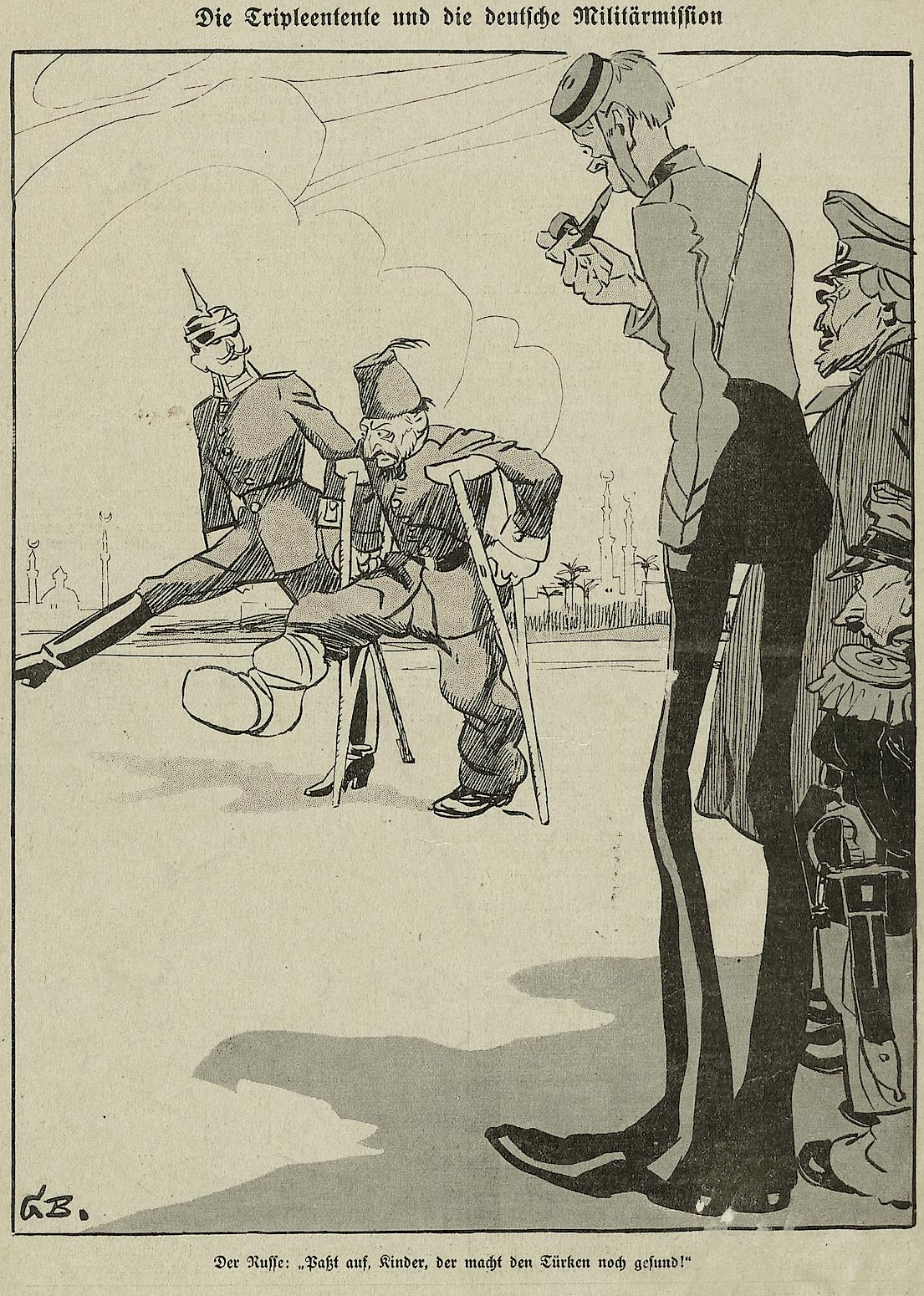
«Больного человека Европы» обучает германский военный инструктор, карикатура 1914 года

На Османскую империю большое влияние оказывала кайзеровская Германия, на которую, в свою очередь, оказывала влияние Российская империя. Турция видела в Германии страну, способную помочь ей вернуть потерянные территории, поэтому она присоединилась к Центральным державам. Германская империя стала поддерживать турок в конце 19-начале 20 века. После поражения от Италии и балканских государств в 1911—1913, младотурки начали искать военную поддержку. В 1913 году немцы отправили в Стамбул миссию во главе с генералом Лиманом фон Сандерсом. 2 августа 1914 года был подписан секретный германо-турецкий договор. 3 августа Османская империя заявила о нейтралитете относительно войны.

### Первичные итоги
Иностранные угрозы помешали младотуркам сосредоточиться на реформах внутри страны. Османская империя ослабла из-за войны с Италией (1911—1912) и Балканских войн (1912—1913). Окончательно младотурки захватили власть в разгар второй Балканской войны.

## Ситуация перед войной

### Военные планы
Главнокомандующий немецкой военной миссии полковник Бронзарт фон Шеллендорф закончил начальный план кампании османской армии 7 июня 1914 года. Этот план был подготовлен до начала Первой мировой войны, а значит, отражал текущую на тот момент ситуацию и относился к ещё одной возможной угрозе с Балкан, а не будущей войне. А также к возможной войне с Россией, если она поддержит балканские страны.
Согласно плану Шеллендорфа, османские войска должны были располагаться вблизи греческих и болгарских границ. Армия Турции могла лишь вести наблюдение за армиями противника, воздерживаясь от провокаций врага наступательных операций. Бо́льшая часть войск развёртывалась в Восточной Анатолии и, если возможно, должна была наступать против русских. Также большое внимание должно было уделяться защите Стамбула и проливов. Укрепленные районы Эдирне и Чаталджа предназначались для защиты дороги, ведущей в столицу Османской империи и по территории, по которой должны были прибывать дополнительные силы из Сирии и Месопотамии. Основная часть сил будет располагаться на укрепрайоне Чаталджа.
После июльских событий 1914 года план пришлось пересмотреть из-за изменившейся ситуации. После договора с Германской империей, заключенного 2 августа 1914 года, последовал пакт с Болгарией. Поскольку Османская империя стала членом блока Центральных держав, её врагом стала не только Россия, но и Антанта. Наступательная операция против Румынии и Сербии могла спровоцировать нападение Российской империи на Кавказе и в Восточной Анатолии, которое имело шансы на успех, потому что турецкие силы будут отвлечены на западе. Аналогично, наступление турок в Египте против англичан может быть успешно, так как Великобритания будет втянута в войну в Европе.
В ответ на кардинальные изменения Бронзарт фон Шеллендорф приступил к переработке плана и кончил его 6 сентября 1914 года. 4-я армия должна была атаковать Египет, а 3-я — вести наступление в Восточной Анатолии.
Не все в османской армии были согласны с фон Шеллендорфом. Ещё 4 сентября 1914 года 2-й заместитель начальника генерального штаба Хафыз Хаккы представил свой военный план, который был более агрессивным. Согласно этому плану, османские войска должны были отправиться из Стамбула и Фракии на восточную часть побережья Чёрного моря воевать против русских, у которых, как надеялся Хафыз Хаккы, будет полная деморализация после поражения на Восточном фронте. В октябре Хафыз Хаккы пересмотрел план. Теперь он предусматривал действия Румынии и Болгарии против Сербии, а также атаку турками Суэцкого канала и наступление в Персии. Планы Хафыза Хаккы были грандиозны, но их пришлось отложить из-за нехватки ресурсов.
В связи с начавшейся войной в Европе, османский генштаб воспользовался планом фон Шеллендорфа.

### Отсутствие средств

Фахреддин-паша инспектирует арабских солдат в Медине.

Отсутствие средств и вооружения не позволяло реализовать планы проведения войны. Империя настолько ослабла от войн, что была уже не в состоянии воевать. Кроме нехватки средств, ей не хватало финансов, а её промышленность была развита слабо. Также железнодорожная связь и коммуникации были развиты слабо, а их построение не представлялось возможным.
Главной проблемой была нехватка людской силы. Предполагаемая численность населения Османской империи до начала войны составляла около 25 000 000 человек, из которых 19 000 000 — турки, 6 000 000 — арабы, 1 500 000 — курды, 1 500 000 — греки и 1 300 000 — армяне (или 2 100 000 по данным армянской патриархии Константинополя). Армия пополнялась исключительно мусульманами и была однородна, что было её сильной стороной. С 1908 года воинская повинность распространена и на христиан, они занимались обслуживанием военной машины. Они не были надежными составляющими армии. В результате эта реформа ослабила моральную крепость армии. Кроме того не отбывали воинской повинности 3 миллиона арабов (половина), 1,5 млн курдов, 0,5 млн албанцев и до 0,5 млн населения Константинополя.
Главными проблемами являлись транспорт и коммуникации, что крайне затрудняло ведение войны империи с хорошо оснащенными нациями. Снабжение армии Османской империи сильно зависело как и от обычных дорог, так и от железных. В этом отношении, морской транспорт лучше бы справлялся с этой задачей, однако, для его использования турки должны были иметь мощный военно-морской флот.
Телеграфная система была развита хорошо в Османской империи. Было проложено 55 383 километра телеграфных линий и 11 027 километров железных дорог. Но эта система не могла полностью удовлетворить потребности армии, возникшие в начале войны. Беспроводная система была разработана в конце войны и не имела широкого распространения. С другой стороны, услуги телефонной связи были доступны лишь в Стамбуле, однако, она не была распространена на турецких фронтах, за исключением Дарданелльского участка фронта.
С экономической и финансовой точки зрения, Османская империя не принадлежала к странам, которые развивались в новых условиях, созданных промышленной революцией в Европе и накоплением капитала. Страна страдала не только от увеличения дефицита бюджета, но и от внешней задолженности. Она старалась не отставать, в промышленном отношении, от хорошо развитых промышленных стран с отсутствием промышленного оборудования и средств и зависела, в бо́льшей части от импорта Германской империи и Австро-Венгрии.

### Мобилизация

Мобилизация солдат в Стамбуле. 1914 год.

Мобилизация войск являлась самой сложной задачей накануне войны. Перед Первой мировой войной в османскую армию были призваны мужчины 1891, 1892 и 1893 годов рождения, численностью 200 тыс. солдат и 8 тыс. офицеров. В армии служили 2 года в пехоте и кавалерии и 3 года в артиллерии. Все мужчины империи, являвшиеся турками, подлежали призыву — они мобилизовались в 20 лет и служили в армии 25 лет. Мобилизация проходила по приказу.
Приказ о мобилизации был издан 2 августа 1914 года. Мобилизовалось все мужчины, за исключением VII йеменского полка, 21-й азирской дивизии и 22-й хиджазской дивизии. 3 августа началась всеобщая мобилизация. Люди, рождённые между 1875 и 1890 годами призывались в резервные части, а рождённые в 1868—1874 года были призваны в отряды местной обороны. В каждой возрастной годовой группе насчитывалось по 90 тыс. новобранцев. По подсчету генштаба Османской империи повторному призыву подлежало ещё около 1 000 000 человек, реквизированию — 210 тыс. животных. В мобильную полевую армию было включено 460 000 призывников, 14 500 офицеров и 160 000 животных, жандармерия состояла из 42 тыс. жандармов, пограничников и мулов. Остальные солдаты были призваны служить в гарнизонах крепостей, на территории прибрежных укреплений, заниматься работоспособностью связи и транспорта.
На призыв к оружию население отреагировало и вскоре генеральный штаб подсчитал, что в армию было призвано в несколько раз больше людей, чем предполагалось. Из-за этого эксцесса некоторые старые мужчины, призванные в армию, были отправлены обратно домой, чтобы в будущем призвать их при крайней необходимости. В Османской империи не было надлежащей системы инспектирования населения и поэтому процесс вербовки в армию был большой проблемой, хотя нехватка мужчин отсутствовала.
Но были и другие проблемы. В первую очередь, между мобилизационным управлением генштаба и Военным министерством Османской империи отсутствовала согласованность в действиях. Более того, германская военная миссия делала всё возможное, чтобы держать этот процесс под контролем в целях страховки, чтобы османская армия мобилизовала людей таким способом, который выгоден для Германской империи. Несмотря на все трудности и нехватку продовольствия мобилизация, длившаяся 53 дня, была закончена 25 сентября 1914 года. Она заняла больше времени, чем мобилизация Балканской войны, длившаяся 40-45 дней, но была более продуктивна. Благодаря мобилизации были полностью заполнены пустующие ряды османской армии и численность армии стала такой же как до Балканских войн. Однако, несмотря на полный процесс реорганизации Османской армии, её численность была далеко не изобилующей по сравнению с довоенным временем. 14 из 36 пехотных дивизий находились в августе 1914 года в процессе восстановления, в то время как 8 дивизий прошло передислокацию в течение 1914 года. Общая эффективность новых подразделений была очень низкой.

## Вступление в Первую мировую войну
27 июля Австро-Венгрия разорвала дипломатические отношения с Сербией, а 28 объявила ей войну. Германские крейсера «Гёбен» и «Бреслау» 3 августа получили приказ прибыть в Стамбул. 10 августа корабли вошли в гавань Стамбула. В порту германские и британские дипломаты тайно встречались с членами османского правительства. Корабли адмирала Сушона провела через минные поля маленькая лодка. Несколько дней ранее Великобритания, обеспокоенная началом войны, отказалась поставлять 2 новых линкора туркам. Поэтому немцы предложили туркам поставку кораблей, продав при этом «Гёбен» и «Бреслау».
После нескольких часов переговоров турки согласились купить «Гёбен» и «Бреслау», а также на поставку кораблей из Германии. Корабли были переименованы в «Явуз Султан Селим» и «Мидилли». Экипаж при этом остался состоящим из немцев. Вильгельм Сушон был назначен командующим османским флотом.
Тем не менее, большинство членов турецкого правительства, в том числе великий визирь, всё ещё выступали против войны. Тогда Энвер-паша вместе с немецким командованием начал войну без согласия остальных членов правительства, поставив страну перед свершившимся фактом. Турция объявила «джихад» (священную войну) странам Антанты. 29—30 октября (11—12 ноября) турецкий флот под командованием германского адмирала Сушона обстрелял Севастополь, Одессу, Феодосию и Новороссийск. 2 (15) ноября Россия объявила Турции войну. 5 и 6 ноября за ней последовали Англия и Франция.
30 октября Османская империя официально вступила в Первую мировую войну в составе блока Центральных держав.

## Первая мировая война

### Закавказье

#### 1914

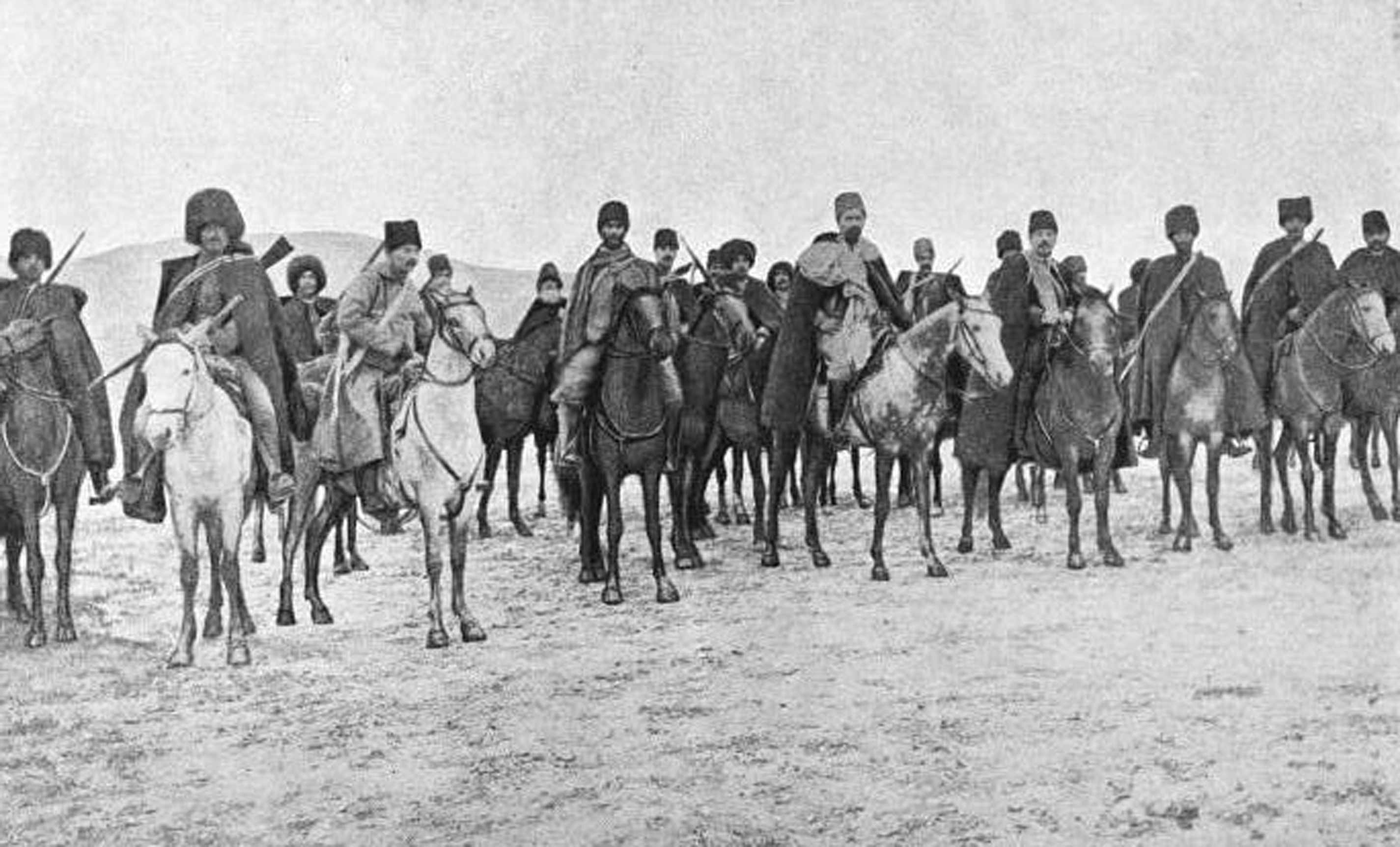
Армянские добровольцы, 1914 год.

29 октября османские крейсера «Явуз Султан Селим» и «Мидилли» обстреляли Одессу, Севастополь, Феодосию, Новороссийск.
2 ноября 1914 года (по другой версии — 5 ноября) Российская империя объявила войну Османской империи. 5 ноября (по другой версии — 6 ноября) войну Османской империи объявила Британская империя и Франция. 14 ноября 1914 года младотурецкое правительство официально заявило о начале войны с Францией и Великобританией.
В ноябре 1914 года флот Османской империи блокировал Босфор и Дарданеллы, тем самым предотвратив экспорт пшеницы из Российской империи в Европу и поставку грузов от союзников.
С началом военных действий на русско-османской границе перевес численности был у русских. Кавказская армия И. И. Воронцова-Дашкова насчитывала 170 000 человек, что было больше чем в 3-й османской армии Хасана Иззета, которая к тому же включала неблагонадежные курдские кавалерийские части. Русские войска атаковали турок. 1-й Кавказский армейский корпус под командованием генерала Г. Э. Берхмана продвинулся в долину реки Аракс и захватил город Кёпрюкёй примерно на полпути от границы до Эрзерума, но потом опять отступил.
В начале декабря 1914 года Энвер-паша и начальник генштаба Османской империи полковник Хафыз Хаккы приняли решение о начале крупного наступления против Кавказской армии.
Опасаясь, что армяне выступят в войну на стороне русских, турки начали геноцид армян в Восточной Анатолии (Западной Армении), жертвами которого стали около полутора миллиона человек. 22 декабря 1914 года Энвер-паша принял командование 3-й османской армией и сместил начальника Германской военной миссии Отто Лимана фон Сандерса и других людей, недовольных военным планом. В тот же день Энвер-паша начал плохо спланированное наступление против русских на Кавказе, тщетно надеясь, что численность османской армии будет способствовать возникновению восстания тюркоязычных жителей против русских. Пока один турецкий корпус пытался сковать силы русских, два других начали фланговый переход через снежные горы к северу от долины Аракса и в конечном итоге достигли город Сарыкамыш. 29 декабря турки предприняли попытку наступления и вошли в Армению. Однако вместо планируемого длительного наступления туркам пришлось отступить к озеру Ван.

#### 1915

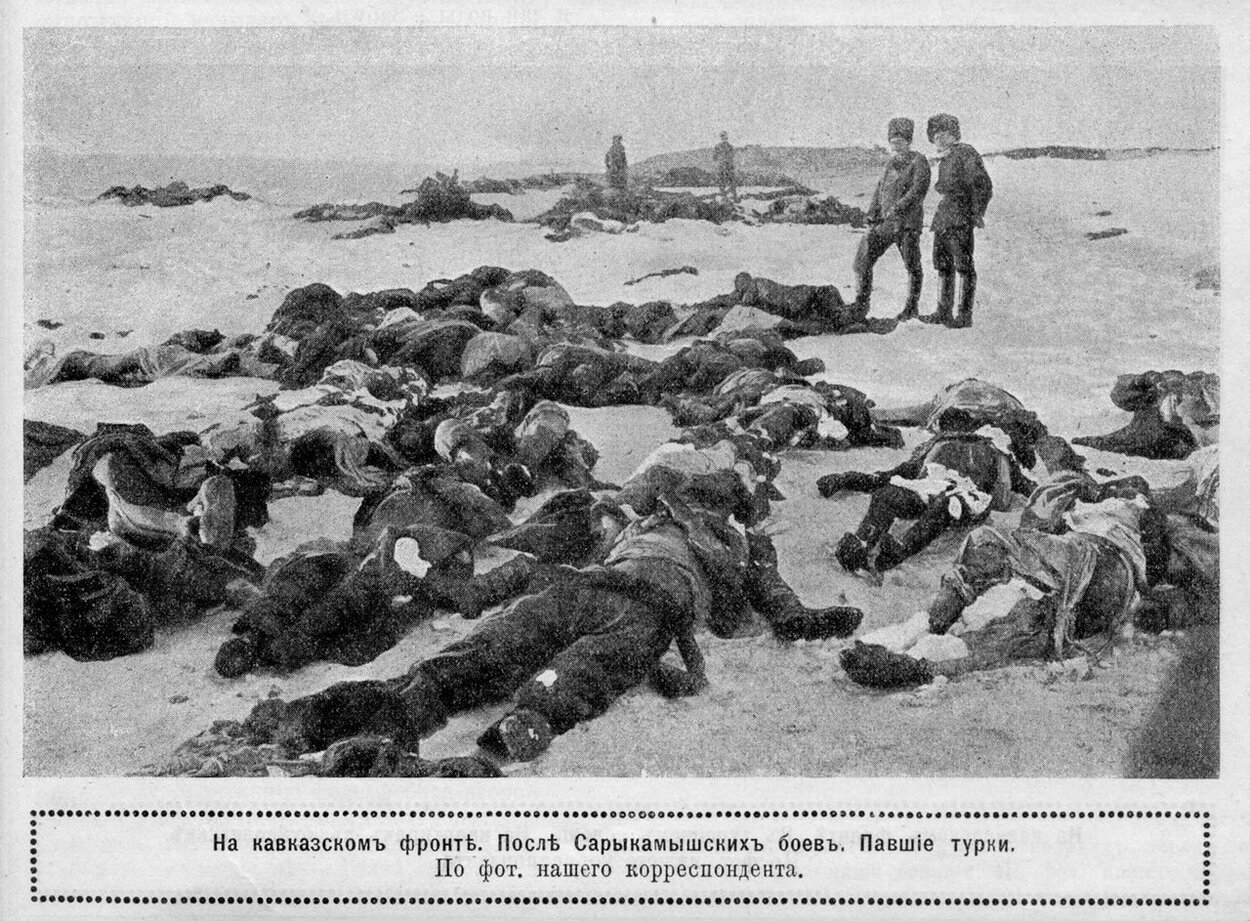
Тела турецких солдат, погибших под Сарыкамышем

2 января 1915 года русские войска начали контрнаступление на Кавказе. После десяти дней безрезультатных боёв, массивного давления со стороны Российской империи и наступлением сильных холодов, 4 января[уточнить] 1915 года Энвер-паша отдал приказ о всеобщем отступлении. В течение последующих боёв три османские дивизии потеряли большую часть своей численности и всё вооружение. За этот период турки потеряли более 50 000 человек, включая 33 000 убитыми, 10 000 ранеными и 7000 пленёнными. Среди попавших в плен был один командир корпуса — Али Исхан-паша и 3 командира дивизии. Через несколько месяцев Али Исхан бежал из плена. Потери русских были значительно ниже.
В январе 1915 года закончилась победой русских Сарыкамышская операция. Энвер-паша и Бронзарт фон Шеллендорф покинули фронт и прибыли в Стамбул. 13 января турки вторглись в Тебриз. В тот же день Британский военный Совет утверждает план Дарданелльской операции. 14 января 1915 года русские войска оставили Тебриз.
В начале 1915 года на юге Персии вспыхнуло антианглийское восстание бахтиарских племен. Они разрушили часть нефтепровода Британско-Персидской нефтяной компании. Летом 1915 года османские войска предприняли Алашкертскую наступательную операцию. Операция была выиграна русскими, турки были отброшены и русская армия перешла в наступление в общем направлении на Ван.
Благодаря восстанию в Персии турецкие войска к осени 1915 года вошли в Керманшах и Хамадан. В Персии всё усиливалось влияние Центральных держав — главным образом — турок и немцев. В ответ на это Российская и Британская империи отправили в Персию новые войска. Английские войска смогли отбросить турок и бахтиар от нефтяных месторождений.
В октябре 1915 года русские войска на Кавказе были объединены в Кавказский фронт. Под командованием нового командира Н. Н. Юденича Кавказская армия находилась бо́льшую часть 1915 года, укрепляя завоеванные территории и продвигаясь на запад в некоторых регионах.

#### 1916

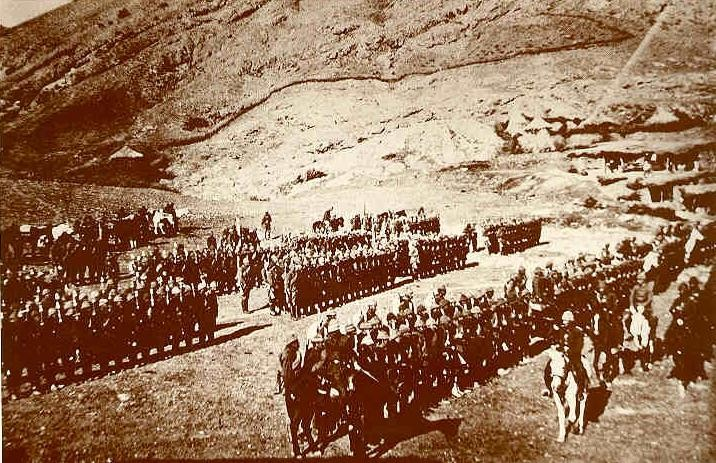
Мустафа Кемаль Ататюрк в Битлисе. 30 марта 1916 года

2 января закончилась Эрзерумская операция, в результате чего русские прорвали турецкий фронт и овладели Эрзерумом. 10 января 1916 года, неожиданно для турок, Юденич начал наступление в долине Аракса, и в целом, во всём Закавказье. 3-я османская армия, возглавляемая с марта 1915 года Махмутом Камиль-пашой, через несколько недель боёв в середине февраля 1916 года была вынуждена отступить от Эрзерума, потеряв при этом тысячи людей и сотни артиллерийских орудий. Несмотря на подкрепления, в том числе 5-й корпус, спешно отправленный на фронт, они прибывали туда в течение нескольких недель. В результате, Юденич продолжал наступать.
18 апреля его войска при содействии российского флота захватили черноморский порт Трабзон, тем самым лишив турок важной материально-технической базы. Под командованием нового командира — Мехмета Вехип-паши, 3-я османская армия во второй половине июня провела несколько контратак, увенчавшиеся успехом. Но в июле 1916 года русские контратаковали турок, взяв 16 июля Байбурт, а 27 июля Эрзинджан. После мучительного марша в августе из Фракии в Диярбакыр нескольких корпусов 2-й армии Ахмеда Иззет-паши на Кавказский фронт, турки с новыми силами атаковали русских, но это ни к чему ни привело.
Зимой 1916 года турецкие войска понесли серьёзные потери, а 3-я османская армия была полностью разгромлена русскими.

#### 1917
В 1917 году военные усилия русских ослабли, особенно после двух революций, что было приятной неожиданностью для турок. Однако пока на Восточном фронте усиливались антиправительственные настроения и большевистская пропаганда, в Кавказской армии М. А. Пржевальского боевой дух солдат оставался стабилен. Когда Петроград перешёл под власть большевиков, 18 декабря 1917 года они заключили мирный договор с турками.

#### 1918

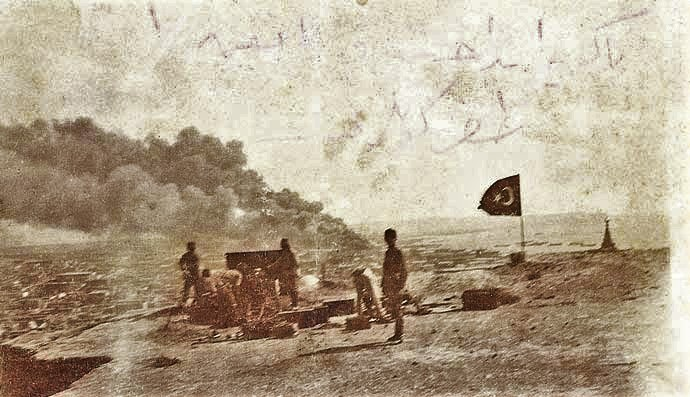
Кавказская исламская армия во время Битвы за Баку

Два месяца спустя, 12 февраля 1918 года, 3 османских корпуса, проигнорировав мирный договор, перешли в наступление. Встречая лишь спорадическое сопротивление, в частности, со стороны армян, через 6 недель турки достигли довоенной границы с Россией и с легкостью заняли Ардаган, Карс и Батум. После краткого перерыва, турки продолжили наступление в нескольких направлениях.
25 мая 1918 года в Гянджу из прибыл Нури-паша Киллигиль (младший брат Энвер-паши) с группой офицеров и приступил к формированию Кавказской исламской армии. В июне Национальный совет Азербайджана обратился за военной помощью к Турции, которая задействовала в этих целях Исламскую армию под командованием Нури-паши, в состав которой вместе с прибывшими 5-й Кавказской и 15-й Чанахгалинской турецкими дивизиями вошёл Мусульманский корпус, сформированный правительством Азербайджана. К концу июня турецкое командование перебросило к Гяндже дополнительно до 15 тыс. аскеров. В боях под Геокчаем 27 июня—1 июля части Кавказской исламской армии разбили 1-й Кавказский корпус Красной армии. Инициатива полностью перешла к Кавказской исламской армии. 2 июля советские части оставили Ахсу, 10 июля, после трёхдневных боёв, — Кюрдамир, 14 июля — станцию Керар и продолжали отходить вдоль железной дороги. Протяженность фронта стала стремительно расти, растягивая потрёпанные части бакинской Красной армии. Уже в июле бои шли на трёх направлениях — Шемахинском, Сельдиском и центральном — Кюрдамирском. Измотанные боями красноармейцы не могли долго обороняться и начали отступать по всему фронту вслед за побежавшими дашнакскими отрядами. Линия фронта стала быстро приближаться к Баку. В июне Кавказская исламская армия, состоящая из османских дивизий и 10 000 азербайджанских милиционеров, повела наступление к Каспийскому морю и к концу июля подошла к Баку. Этот важный нефтяной центр был защищён лишь местными добровольцами и британцами, прибывшими сюда 4 августа из северной Персии. После месячных боёв османская армия взяла Баку в ночь с 15 на 16 сентября 1918 года. Многие защитники города спаслись на кораблях, а Баку стал столицей Азербайджанской Республики.
Через шесть месяцев турки покинули Баку по Мудросскому перемирию.

### Балканы

#### Дарданелльская операция

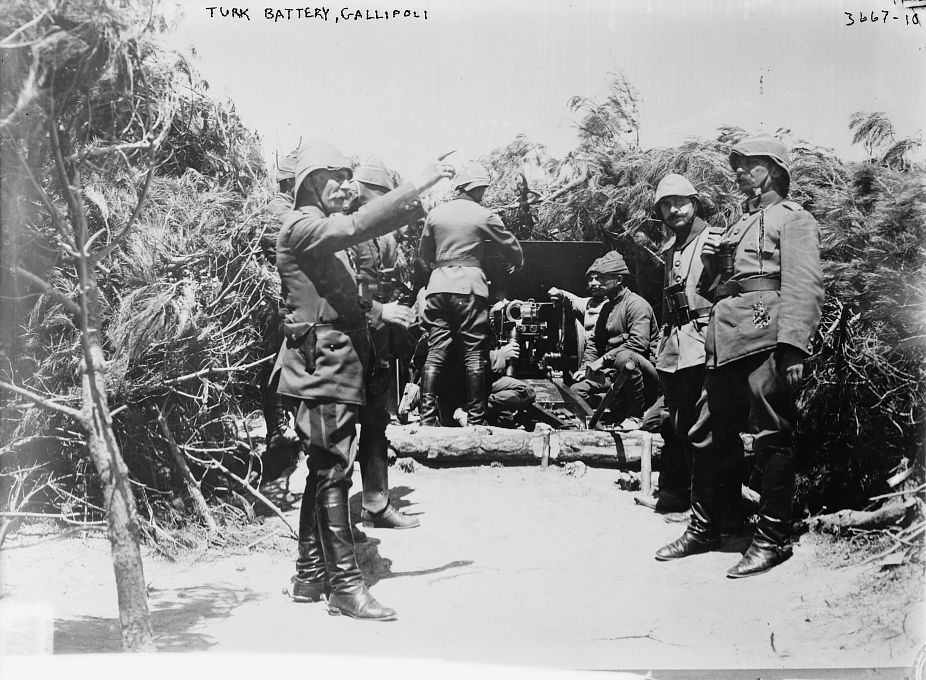
Мехмет Эсат-паша и османская артиллерийская батарея в Галлиполи.

Столкнувшись с застоем на Западном фронте и обратившись с призывом о помощи русским в войне против турок, британское правительство решило в январе 1915 года высадить десант на полуострове в проливе Дарданеллы, что могло посеять в столице Стамбуле хаос, и тем самым вывести Османскую империю из войны.
Союзники атаковали Дарданеллы 19 февраля 1915 года, англо-французский флот обстрелял портыв полуострова. Иногда прерывавшаяся из-за плохой погоды, бомбардировка продолжалась в течение 3 недель. Было предпринято несколько попыток уничтожить мины в проливе. 16 марта командующего операцией Сэквилла Кардена, ушедшего на больничный, сменил вице-адмирал Джон Де Робек. Через два дня флот Антанты попытался прорваться. В долгом сражении с османскими береговыми батареями, в том числе передвижными гаубицами, несколько кораблей союзников оказалось на территории минного поля, не заметив этого. К концу дня англо-французский флот флот потерял три линейных корабля, в том числе французский «Буве». 3 корабля были сильно повреждены.
Британцы хотели повторить попытку, но был разработан 2-й план. К 24 марта было решено, что войска должны высадиться около Дарданелл, чтобы обеспечить возможность дальнейших действий военно-морского флота Антанты. В течение последующих 4-х недель был сформирован англо-французский экспедиционный корпус под командованием Яна Гамильтона. Турки, в свою очередь, сформировали 5-ю полевую армию для военных действий на полуострове Дарданеллы под командованием германского генерала Лимана фон Сандерса. Долговременные укрепления с их тяжелой артиллерией находились под контролем бригадного генерала Джеват-паши. Генерал Отто Лиман фон Сандерс командовал 6-ю дивизиями, две из которых разместил в азиатской части Турции, две — на юге полуострова Дарданеллы, ещё две — в области Булайира в узком перешейке в северной части полуострова между Саросским заливом и Мраморным морем.
Рано утром экспедиционный корпус Гамильтона при огневой поддержке ВМФ Антанты атаковал турок в нескольких местах. 29-я британская дивизия под командованием генерал-лейтенанта А. Хантер-Вестона высадилась на оконечности Галлиполи в секторе Геллес. Французские бригады высадились в азиатской части Турции — недалеко от Кум-Кале; АНЗАК под командованием У. Р. Бидвуда высадился на маленьком пляже к северу от Габа-тепе, а Королевская морская дивизия принимала участие в манёвре для отвлечения внимания противника близ Булайира. Несмотря на мелкие османские подразделения, располагавшиеся в местах высадок войск Антанты, 29-я дивизия и АНЗАК понесли большие потери в первые 36 часов боя. Несмотря на быстрые контрманевры частей 19-й османской дивизии, находящейся под командованием подполковника Мустафы Кемаля Ататюрка, был предотвращен захват АНЗАКом важного увала; 3-я османская дивизия, находящаяся под командованием полковника Вальтера Николаи, вскоре атаковала французские войска у Кум-Кале, и те были вынуждены вернуться на корабли. Немного поколебавшись, генерал Лиман фон Сандерс переместил бо́льшую часть своих из Балайира на юг Галлиполи. Кроме того, через несколько дней, многие османские полки, находящиеся в азиатской части Турции, были переброшены на Галлиполи для поддержки своих войск.
Силы Гамильтона, не сумев достичь поставленных целей вначале операции, впредь атаковали лишь в секторе Хеллес и в области бухты Ари-Бурну (ныне — бухта Анзак), но обычно, захватывая малые территории и неся тяжелые потери. Турки пытались заставить отступить войска Антанты в море, особенно, 19 мая, что закончилось неудачей и массовой резнёй. Правда, 2-я французская дивизия и ещё 3 британских дивизии были десантированы на Галлиполи между маем и июнем, однако, они не смогли переломить ход операции. В дополнение, турки перебросили на полуостров новые войска. Для упрощения задачи, генерал Лиман фон Сандерс, заблаговременно, создал 2 формирования: одно — в районе Ари-Бурну под командованием опытного бригадного генерала Мехмета Эсат-паши, второе — в секторе Геллес, находившееся под командованием — первоначально, полковника Георга фон Соденштерна, затем, полковника Мехмета Эсат-паши. В середине июля Эсат-паша был заменён младшим братом, Мехметом Вехип-пашой.
В период начала боёв в секторе Хеллес османская пехота была поддержана рядом пулемётных отрядов германского ВМФ. Кроме того, тяжёлые орудия азиатских батарей береговой обороны были всё более эффективны в наступлении против войск Антанты на оконечности полуострова. Положение усугубило ещё и то, что в ночь с 12 на 13 мая 1915 года османский миноносец потопил броненосец «Голиафh», а ещё через 2 недели германская субмарина U-21 потопила 2 линкора Антанты — «Triumph» и «Majestic». Временный отход других крупных боевых кораблей Антанты принёс долгожданное облегчение османских войскам в Галлиполи. Несмотря на то, что британские и французские субмарины неоднократно проникали в Дарданеллы и затопили несколько судов в Мраморном море, они были не в состоянии остановить поток оснащения и движения людей в войска генерала Лимана фон Сандерса.
Будучи оказавшимися блокированными османскими войсками на всех позициях, британцы приняли решение начать крупную операцию к северу от сектора Анзак, в заливе Сувла. Начиная с вечера 6 августа 1915 года, несколько дивизий 9-го армейского корпуса Ф. У. Стопфорда перешли вброд на берег и двинулись во внутрь полуострова. В течение следующих нескольких дней, совместными усилиями, АНЗАК и дополнительных войска высадились в заливе Сувла, где располагались более слабые османские войска. В этой тяжелой обстановке, 8 августа Лиман фон Сандерс проинформировал полковника Мустафу Кемаль-пашу о нападении в секторе Сувла. Мустафа Кемаль отличился быстрыми и энергичными действиями, когда повёл войска в бой, захватив несколько ключевых горных хребтов. Следует добавить, что возможное сдерживание войск Антанты, в конечном итоге, было обусловлено упорством Баварского кавалерийского офицера, майора Вильгельма Вилльмера, который упорно держался на некоторых ключевых позициях в Кереш-тепе с небольшим отрядом турок и жандармов. В то время как в северном секторе ситуация постепенно стабилизировалась, турки к тому же добились больших успехов в обороне своих позиций на Гелесском участке фронта, где у них осталась в руках наиболее значимая высота — Ачи-Баба. В середине октября, британское правительство уволило генерала Я. Гамильтона из вооруженных сил Британской империи. Две недели спустя, его сменил Чарльз Монро и сделал вывод, что Дарданелльская операция должна быть прекращена. В конечном итоге, Г. Китченер рекомендовал Кабинету министров эвакуировать все войска, за исключением сектора Геллес. Хотя малая часть войск Антанты была уже отведена в Салоники для создания нового плацдарма, большая часть британско-французских войск под командованием У. Бидвуда находилась в Галлиполи до декабря. После весьма умелой эвакуации войск из северных плацдармов 18-19 декабря 1915 года, число войск в секторе Геллес постепенно начало уменьшаться. 8-9 января оставшиеся войска, имея малые потери, были также эвакуированы, оставив в Дарданеллах всё вооружение и технику.
Тотальные потери Антанты в Дарданелльской операции составили 230 000 (по другой версии — 145 000) человек, включая 27 000 (по другой версии — 26 000) солдат Французского экспедиционного корпуса. Достоверные источники о турецких потерях отсутствуют, но османская армия потеряла около 300 000 (по другой версии — 169 000) человек. Обе стороны потеряло большое количество генералов, убитыми или ранеными, среди которых был французский генерал Анри Ж. Гуро, потерявший руку 30 июня.

#### Салоники

##### 1916
В октябре 1915 года фельдмаршал Макензен начал наступление Центральных держав (Германия, Австро-Венгрия, Болгария) против Сербии, чтобы устранить барьер на пути из Германии в Турцию. Сербская армия под командованием генерала Путника, испытывая нехватку ресурсов, отступила. 3 октября англо-французский экспедиционный корпус высадился в Салониках (нейтральная Греция), чтобы поддержать сербов, но болгары перекрыли им путь, вынудив сербов эвакуироваться через албанские порты.
К лету 1916 года союзные силы в Салониках под командованием генерала Саррая выросли до 350 000 человек, угрожая железнодорожной связи Центральных держав. 26 мая болгары вторглись в Грецию, дойдя к августу до реки Струма. 12 сентября союзники начали наступление на Монастир. В тот же день немецкое командование запросило у Энвер-паши подкрепления для Балкан.
50-я пехотная дивизия из Измита была направлена в Македонию. С 21 сентября её части начали прибывать в Драму (Греция) и на болгарский фронт у Салоник, завершив переброску к 25 сентября. Под командованием подполковника Шюкрю Наили-бея дивизия соединилась с болгарской 10-й дивизией, заняв участок от устья Струмы до залива Лефтера. 158-й и 169-й полки встали на передовой, 157-й — в резерве.
31 октября союзники атаковали: британцы ударили по 169-му полку у озера Тахинос, приблизившись к линии обороны. Турки отбили нападение, потеряв 19 убитых и 113 раненых за день. В Западной Македонии французы, сербы и русские наступали на болгар, и 19 ноября Саррай захватил Монастир.
В декабре Энвер-паша направил 46-ю дивизию, которая с 50-й дивизией и 16-м резервным полком сформировала XX корпус под командованием Абдулкерима-паши. Штаб корпуса прибыл в Драму 6 декабря и занял оборону у Сереза, сменив болгарскую 7-ю дивизию на 30-километровом участке. В тот же день 177-й полк, усиленный до Румелийского отряда, был отправлен в Кёпрюлю южнее Скопье для поддержки болгар против французов у Монастира.

##### 1917
Зимой 1917 года в Македонии установилось затишье, бои ограничивались мелкими стычками. 10 марта немецкое командование согласилось вернуть 46-ю дивизию в Турцию; её отход из Драмы начался 19 марта и завершился к апрелю для переброски в Месопотамию. После падения Багдада Энвер-паша направил 50-ю дивизию в Алеппо, оставив в Македонии только Румелийский отряд (4300 человек).
13 марта французы атаковали в районе озёр Охрид и Преспа, прорвав 10-километровый коридор. Румелийский отряд с болгарской 2-й дивизией остановил их у Хотошево. 1 апреля турки начали наступление на линию Горица-Трапезица, но после штыковых атак и французской контратаки вернулись на исходные позиции, потеряв 712 человек.
Весной и летом бои затихли из-за погоды. Командир отряда майор Назым-бей, сменившийся в июле подполковником Али-беем, безуспешно просил замены. 6 октября отряд получил приказ готовиться к возвращению, но 8 октября Энвер-паша отменил его. 23 ноября генерал Людендорф распорядился заменить отряд болгарским полком. В феврале 1918 года под командованием подполковника Садык-бея отряд отошёл в Прилеп, а в июне вернулся в Турцию через Констанцу для службы на Кавказе.
Общие потери XX корпуса и Румелийского отряда в Македонии составили около 2500 человек. Присутствие турок длилось около двух лет, но активные бои заняли менее четырёх месяцев.

### Персия

#### 1914

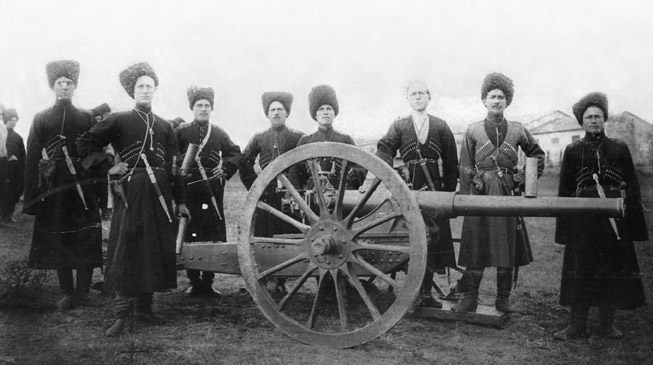
Николай Баратов, командующий терских казаков, на фоне 3-дюйм. пушки обр. 1900 г., 1914 год

Часть территории Персии в течение войны была театром военных действий англо-русских и османско-германских войск.

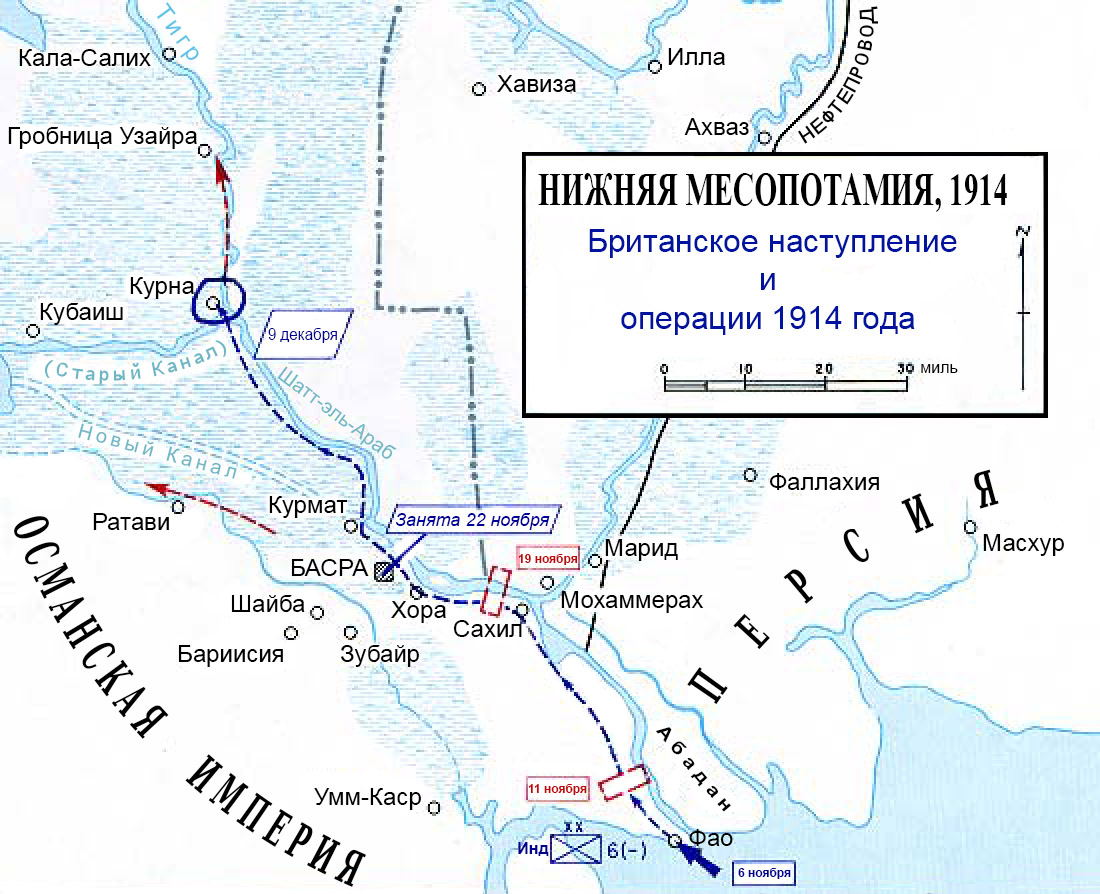
Карта Месопотамской кампании в 1914 году.

10 октября британская армия, нарушив суверенитет Ирана, оккупировала остров Абадан и иранское побережье реки Шатт-эль-Араб. 20 октября 1914 года Макинский отряд русских под командованием генерала Николаева вторгся в Персию, так как там усиливалось влияние германо-турецких агентов. Отряд начал наступление на Баязет и взял его.
1 ноября 1914 года был обнародован фирман Ирана о нейтралитете. В ноябре 1914 года для защиты нефтяных месторождений от Османской империи Великобритания вторглась в Ирак. Турки наступали из Месопотамии и из гор турецкого Курдистана под командованием германских военных советников.
В декабре 1914 года турки вторглись в Персидский Азербайджан и оккупировали Тебриз. В тот же месяц русские войска заняли Котур на границе с Османской империей, Сарай и Баш-Калу в Турции.

#### 1915
14 января 1915 года русские под напором турок оставили Тебриз. Передовые османские отряды в Иране были разгромлены в январе 1915 года отрядом генерал-майора Ф. Г. Чернозубова. Зимой 1915 года турки под напором русских начали отступление к границе. В то же время турецкие войска вторглись в Арабистан и уничтожили нефтепроводы, ведущие к Абадану. В 1915 году резиденция генерал-майора Перси Кокса была временно перенесена из Бушира в Басру.
В апреле 1915 года в Иране ожидалось вторжение турок. 27 мая 1915 года проосмански настроенный Эйн од-Доуле, возглавивший правительство шаха в апреле 1915 года, отправил Британской и Российской империям ультиматум, который требовал вывода российских войск с территории Ирана и полная независимость Ирана от этих стран. Но это требование было проигнорировано обеими странами. В августе Эйн од-Доуле и правительство, возглавляемое им, в целом, ушло в отставку.
В 1915 году в Иране из-за германо-турецких агентов продолжали расти националистическо-патриотические настроения. Для Антанты это представляло огромную опасность. В Юго-западном и Центральном Иране начались выступления против англичан. Летом 1915 года в Иран прибыла германская военная миссия во главе с полковником Боппом. В начале июля 1915 года на территории Ирана находилось 4 русских воинских отряда: в Казвине и Ардебиле, в Азербайджанской провинции и провинции Хорасан.
Осенью 1915 года османские и германские дипломаты и эмиссары привлекли на свою сторону Ахмед-шаха Каджара и Мостоуфи оль-Мамлека. Это ещё сильнее усугубляло ситуацию. 30 октября 1915 года в Пехлеви (ныне — Энзели) высадился экспедиционный корпус генерал-лейтенанта Баратова. Начав марш на Тегеран, он занял Казвин. Преследуя османские войска его корпус освободил от турок Хамадан, Кум, Кашан и подошёл к Исхафану.
2 ноября русские войска столкнулись с курдами-кавалеристами у селения Софиан. Сражение закончилось отступлением русских. В декабре 1915 года у озера Урмия шли тяжелые бои. 23 декабря курды предприняли попытку переправиться через реку Джигота, закончившуюся неудачно. Вечером 24 декабря русские начали наступление на Миандоабу, пытаясь выбить оттуда противника, но после получения курдами подкрепления, отступили в Кара-Топу.
Конец 1915 года показал, что открытие фронта на территории Ирана для турок не увенчалось успехом.

#### 1916
В конце 1915 — начале 1916 года начались значительные столкновения англо-русских и османско-германских войск. В июле три дивизии XII Османского корпуса начали крупную операцию против русских в горах Пушт-и Кух и захватили Хамадан в 322 километрах к юго-западу от Тегерана.

#### Последующие действия
Растущая угроза от британцев в Ираке под Багдадом заставила XII корпус, участвовавший в действиях в Персии с 1915 года, находящийся под командованием Али Исхана-паши, вернуться в Месопотамию.

### Ирак (Месопотамия)

#### 1914
10 октября британская армия оккупировала южный Ирак в целях защиты нефтяных месторождений АПНК. Войска с только что прибывшим подкреплением под командованием генерал-лейтенанта сэра Артура Баррета подошли к Басре, которую обороняли малый отряд из турок и местных, и выбили их оттуда.
3 (9) декабря англичане овладели Курной. Столкнувшись с постоянными неудачами, Энвер-паша назначил Сюлеймана Аскери командующим войсками в Месопотамии. В то же время 35-я британская дивизия была переброшена из Сирии в Багдад.

#### 1915
Зимой 1914—1915 годов года индийские войска, участвовавшие в боевых действиях с 1914 года, были развернуты из дивизии в корпус, а 9 апреля перешли под командование генерала Джона Никсона. Через несколько дней Сюлейман Аскери попытался атаковать британцев и заставить отступить их в Басру, но оно не увенчалось успехом, и османские войска в конце концов отступили в Хамисию, где Сюлейман застрелился. Его заменил полковник Нуреддин-паша, создавший новое подразделение из жандармов и пограничников. Генерал Джон Никсон не стал дожидаться восстановления турок и в апреле 1915 года послал 6-ю Пунскую дивизию под командованием генерал-майора Чарльза Таунсенда к городу Эль-Амара, который был оставлен турками в июне. Через семь недель турки были вытеснены из Насирии.
1 сентября Пунская дивизия возобновила наступление и в начале октября достигла Кут эль-Амару. Никсон приказал Тоунсенду в ноябре достигнуть Багдада. 21 ноября бригада Тоунсенда достигла хорошо укреплённых позиций турок у Ктесифона, и на следующее утро атаковала их. В последующие 3 дня битвы, обе стороны понесли тяжелые потери. В конце концов Нуреддин-паша приказал своим войскам отступить к реке Дияла, но Тоунсенд был уже не в состоянии настигнуть турок, и его войска отступили к Кут эль-Амаре. Но турки, увидев, что британцы отступают, настигли их, окружили лагерь и блокировали их войска. После нескольких безуспешных попыток уничтожить лагерь Таунсенда, 6-я османская армия не стала больше предпринимать попыток захватить лагерь и сосредоточила действия на укреплении своих войск в районе Кута.

#### 1916

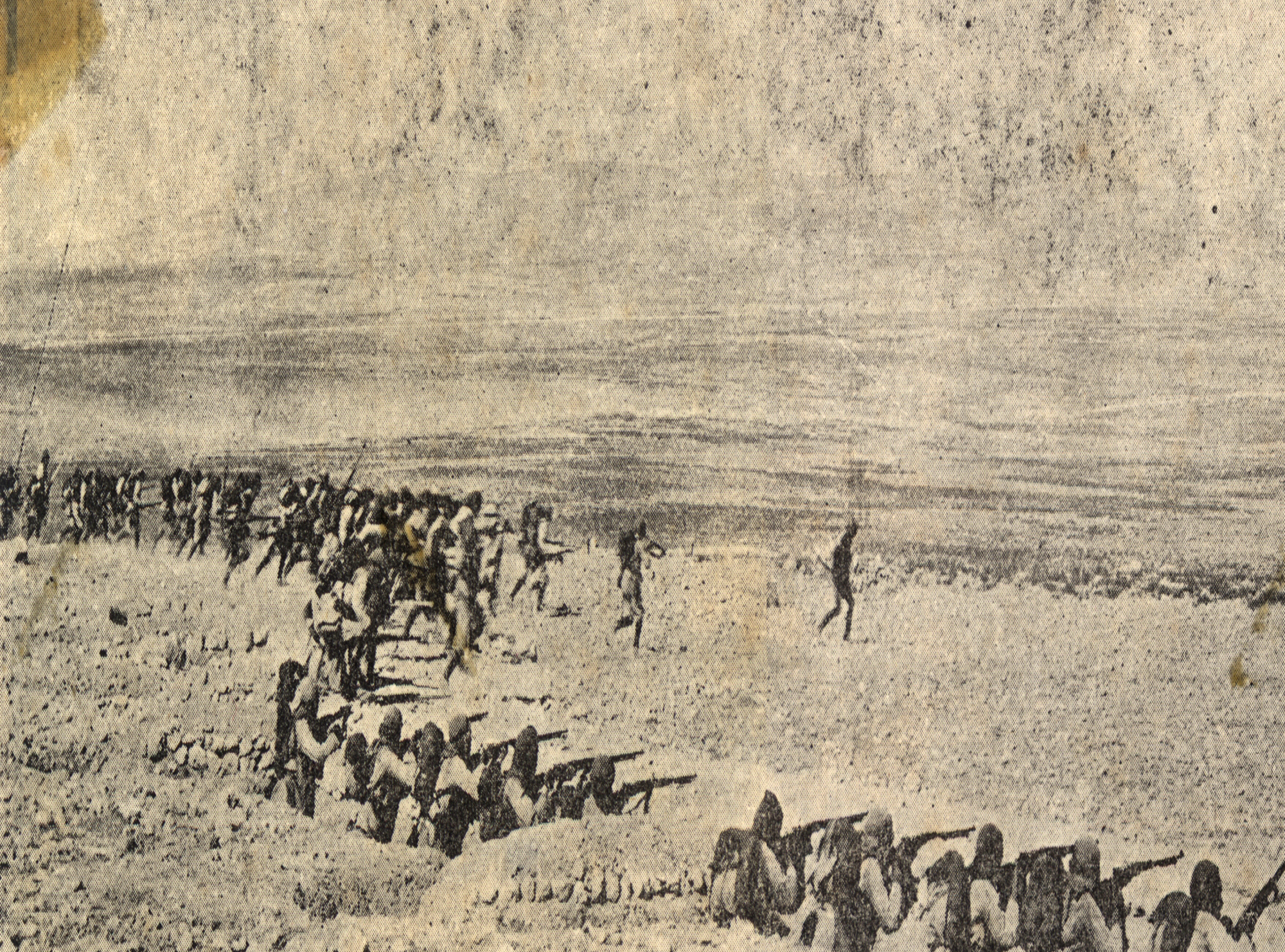
Турецкие солдаты роют окопы во время осады Эль-Кута. 1916 год.

В течение следующих четырёх месяцев только прибывшие англо-индийские предприняли несколько попыток взломать кольцо осады, но они были безуспешны. Британские войска потеряли 23 000 человек. Столкнувшись с острой нехваткой продовольствия, 6-я Пунская дивизия капитулировала перед турками 29 апреля 1916 года. Более 13 000 человек было захвачено в плен, многие из которых погибли от жестокого обращения турок и болезней. После ухода союзников из Галлиполи падение Кута ещё больше подняло моральный дух османских солдат и подорвало престиж Британской империи в мусульманском мире. Но тот факт, что британцы предлагали за Халил-пашу 2 000 000 фунтов стерлингов, ещё более усугубил их положение.
После долгих важных споров в Лондоне, Британское правительство решило, что захват Багдада и остальной части Месопотамии стоит больших людских и материальных ресурсов. Помимо строительства железной дороги Басра-Амара и увеличения численности большого речного флота за лето-осень 1916 года, англо-индийские войска пополнились личным составом и, благодаря этому, добились успехов в военных действиях. В ноябре их новый командир — Фредерик Стенли Мод — имел в распоряжении 340 000 человек. Армия Халил-паши к тому времени насчитывала 42 000 человек.
Наступление английских войск началось в середине декабря 1916 года, а спустя 3 месяца турки сдали британцам Багдад.

#### 1917
В течение последующих 8 месяцев британцы под командованием Ф. С. Мода продолжали наступать, захватив 24 апреля Самарру, 29 сентября — Рамади и 5 ноября 1917 года — Тикрит. Уязвленное потерей Багдада, Османское Верховное Главнокомандование собиралось направить Йылдырымскую группу армий в Месопотамию, но тем не менее, Верховному Командованию Османской империи пришлось отложить захват Багдада из-за ухудшения ситуации на юге Палестины.
18 ноября 1917 года командир англо-индийских войск в Месопотамии Ф. С. Мод заболел холерой. Его сменил Уильям Рейн Маршалл. Британские войска продолжили наступать.

#### 1918
В марте 1918 года англичане заняли Хит, через 8 недель — Киркук. В июне 1918 года командующего Османской армии в Месопотамии Халил-пашу сместил, прибывший из Персии, Али Исхан, продолжив отступление на север. К тому времени когда Мудросское перемирие вступило в силу, часть британских войск находилась в 10 километрах от Мосула.

#### Потери
В Ираке попало в плен около 890 британских солдат. Более 90 000 человек было убито. Однако турки потеряли больше англичан.

### Египет, Палестина и Аравия

#### 1914
После вступления Османской империи в войну на стороне Центральных держав Германское Верховное Главнокомандование выразило надежду Энвер-паше о скорейшем начале наступления к Суэцкому каналу и, если будет возможно, далее в Египте. Кроме отрезания Индии от Великобритании, такое наступление мусульманских войск могло вызвать народное восстание в Египте. Особенно, если бы удалось организовать вторжение туда ливийских племен с запада. В марте 1914 года в Синайской пустыне было предусмотрено начало обширной военной подготовки, в которой было предусмотрено объединение огромных верблюжьих караванов для 20 000 османских солдат, но подготовка была отложена до января 1915 года. 17 декабря 1914 года Египет перешёл под британский протекторат. Ахмед Джемаль-паша, объединив позиции турецкого кабинета с государственной и военной властью в Сирии и Палестине, с частью 4-й османской армии пересёк границу Египта и медленно двинулся в сторону Суэцкого канала.

#### 1915

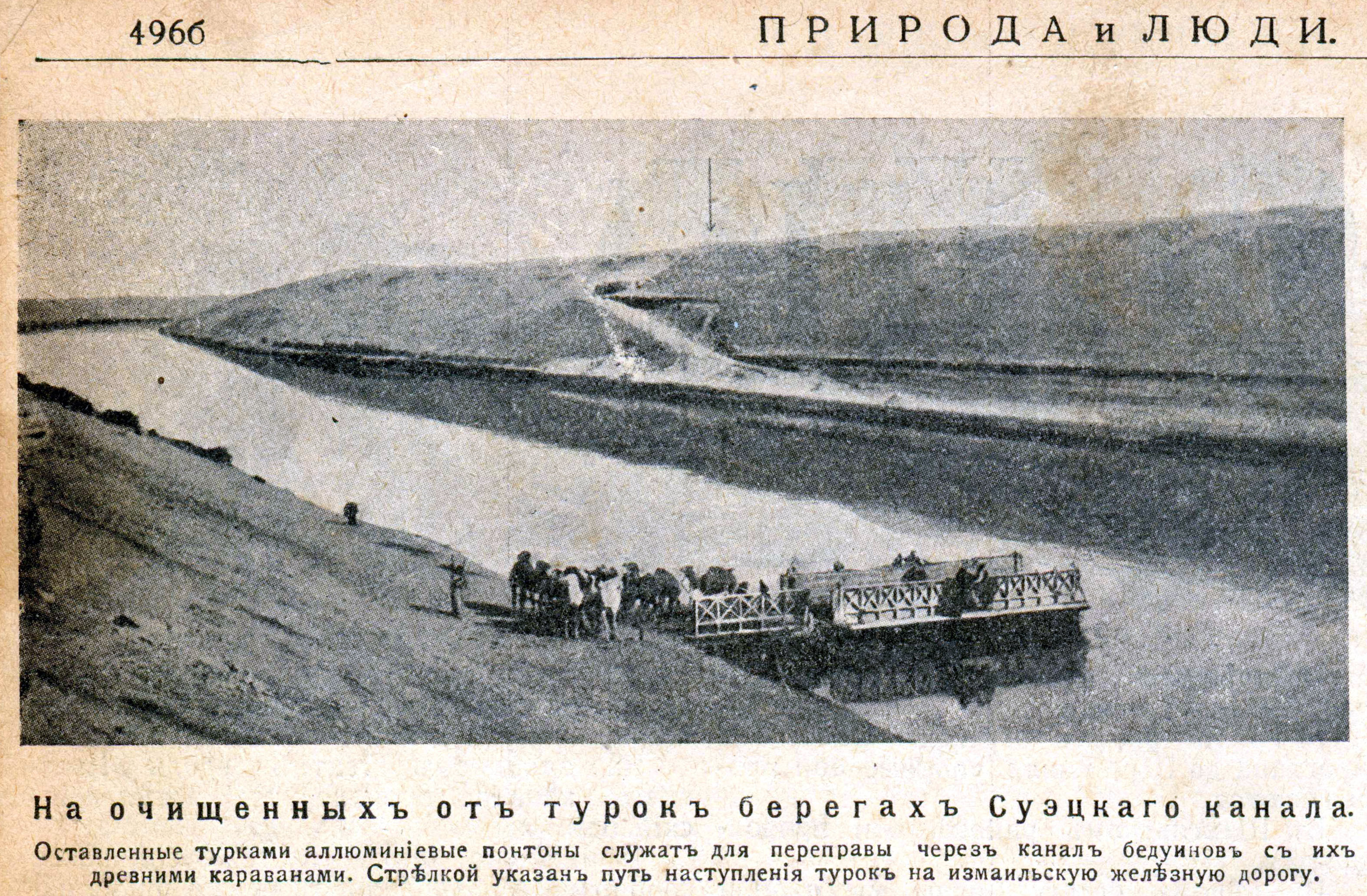
Алюминиевые понтоны турецкой армии на Суэцком канале в 1915 году

В январе 1915 года Ахмед Джемаль-паша, объединив позиции турецкого кабинета с государственной и военной властью в Сирии и Палестине, с частью 4-й османской армии пересёк границу Египта и медленно двинулся в сторону Суэцкого канала. Первая часть османских войск достигла восточный берег 2 февраля 1915 года, к югу от Исмаилии.
Но даже если, некоторые турецкие солдаты, фактически, пересекли канал и столкнулись с упорным сопротивлением британских войск, что заставило тот час же отступить. Джемаль-паша отвёл свои войска к северу Синая. Во всей операции, находившейся под присмотром баварского штабного офицера, подполковника Кресса фон Крессенштейна, было потеряно около 1300 османских солдат. Эти действия лишь обеспокоили британцев о безопасности своих баз в Египте. Позже, после проведения нескольких небольших рейдов турками к Суэцкому каналу в 1915 году, в 1916 году ими было организовано 2-е крупное наступление, но оно вновь провалилось.

#### 1916
В то же время, британским властям в Каире удалось привлечь на свою сторону шерифа Мекки, Хусейна ибн Али. В июне 1916 года шериф устроил восстание против турок, мобилизовав ряд арабских племён, тем самым заставив их отступить из Египта в Хиджаз и Асир для подавления восстания. Из-за восстания турки потеряли в течение недели Мекку и Джидду, 27 июля пал Янбу, 22 сентября — Таиф, но турецкий гарнизон Медины, находящийся под командованием бригадного генерала Фахри-паши, бросив вызов повстанцам, не сдавался до января 1919 года. Арабские войска и иррегулярные части, находящиеся под командованием третьего сына Хусейна бен Али, Фейсала I, в конце концов, повели наступление на север и вошли в Палестину с британскими советниками, египетскими артиллерийскими частями и частью французских колониальных сил под командованием Эдуара Бремона.

#### 1917
Не считая захвата Акабы в июле 1917 года, арабские повстанцы нанесли также серьёзный ущерб Хиджазской железной дороге. В то время как турки поставляли дополнительные войска в Медину для пополнения гарнизона до весны 1918 года, Османские войска, дислоцированные в Йемене, на протяжении всех лет войны, оказались практически отрезаны от остальной части Османской империи. Как бы то ни было, они провели несколько наступательных операций в 1915 году к западу и северу от Адена, принудив тем самым британцев усилить их гарнизон.
С сентября 1916 года, британские войска в Египте, включая конный корпус АНЗАК и Индийский кавалерийский корпус, начали медленное продвижение через Синайскую пустыню, правильно применяя водопровод и железную дорогу, которые были построены вслед за ними. Отброшенные с большими потерями в 1-й и 2-й битве за Газу, англичане успешно прорвали оборону 7 месяцев спустя в 3-й битве за Газу. Продвигаясь на широком фронте, Египетский экспедиционный корпус, находящийся под командованием Эдмунда Алленби, вступил с боями на окраины Иерусалима, покинутые турками 8-9 декабря.

#### 1918

Памятник в честь турецких солдат, погибших в 1918 году в боях за Баку, на Аллее шахидов. Баку, Азербайджан

Несмотря на то, что Египетский экспедиционный корпус добился успеха и захватил некоторые территории и в феврале 1918 года Иерихон, османские войска (Йылдырымская группа армий), находящиеся в Палестине, в конце концов стабилизировали ситуацию. Первоначально сформированная во время контрнаступления турок в Месопотамии под командованием генерала Эриха фон Фалькенхайна, 4-я османская армия, впоследствии, выдвинулась в Палестину. С конца февраля находилась под командованием Лимана фон Сандерса. Состоящая из 3-х полевых армий, Йылдырымская группа армий стала страдать от серьёзной нехватки продовольствия. 
Укрепившись на линии Яффа — Иудейские горы — река Иордан, османские войска в некоторых районах поддерживались немецкой пехотой и артиллерией и несколькими австро-венгерскими пушечными батареями. Но многим военачальникам Центральных держав, командовавших османскими армиями, было ясно, что следующее наступление британцев приведёт к массовым бедствиям. Когда британские войска генерала Алленби нанесли удар  19 сентября 1918 года, оборона 8-й османской армии в прибрежной зоне рухнула в течение первых 12 часов. Командующий османской армией, Джеват-паша, делал всё возможное, чтобы отразить удар, но в итоге он и личный состав его штаба были отправлены обратно в Стамбул. Развал 8-й османской армии скоро вынудил смежную 7-ю османскую армию во главе с Мустафой Кемаль-пашой сдерживать правый фланг. В регионе к северу от Иордана, фланги 4-й армии также скоро оказалась подвержены опасности и постепенно начала отступление на север. Генерал Лиман фон Сандерс сам чудом избежал плена во время кавалерийского рейда на Назарет.
В течение следующих 6 недель, остатки Йыдлырымской группы армий продолжали отступление на север, зачастую в условиях хаоса. Их преследовало большое количество кавалерии. Турки подвергались разрушительным налётам авиации, а также преследованиям арабских бродячих повстанческих отрядов. 30 сентября 1918 года турки покинули Дамаск, который затем заняли арабские войска Фейсала I и кавалерийские части Алленби. Среди многих османских солдат, сдавшихся в это время был раненый командир VII османского корпуса, полковник Ясин аль-Хашими, житель Ирака, имеющий тесные связи с Арабским освободительным движением, который в ближайшее время стал командиром генштаба Фейсала. Другой командир османского корпуса, Мустафа Исмет-бей появился невредимым после провала в Палестине.
Вывод турецких войск из остальной части Сирии, в некоторой степени, был более ординарным, особенно, после того как несколько батальонов 2-й османской армии вступили в бой. Когда войска Алленби, включая тысячи арабских повстанцев, достигли 24-25 октября Алеппо, они встретили сопротивление турок в течение нескольких часов. На следующий день возрождение морального духа турок было проявлено близ Харитана, когда атака 2-х индийских полков было отбита со значительными потерями войск Антанты.  Антанта потеряла менее 6 000 человек, в то время как турки потеряли 73 000 убитыми с неизвестным количеством убитых и раненых.

### Восточный фронт

#### Галиция

##### 1916

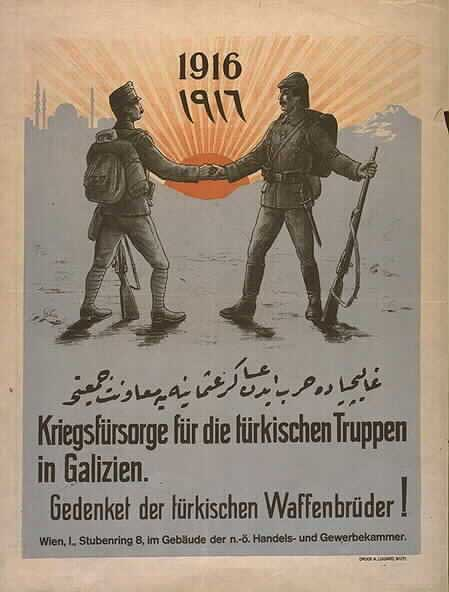
Надпись на плакате гласит: «Сбор пожертвований для турецких войск в Галиции».

Русское наступление лета 1916 года, известное как Брусиловский прорыв, нанесло серьёзный удар австро-венгерской армии, вызвав потери около 750 000 человек. Поражение привело к разрыву линии обороны, который Австро-Венгрия не могла закрыть самостоятельно. Германия оказала помощь войсками, но её ресурсы были ограничены из-за других фронтов. Это вынудило Османскую империю направить силы в Галицию — впервые с XVII века.
После завершения Дарданелльской операции 19-я пехотная дивизия Мустафы Кемаля была переброшена на север и в январе 1916 года объединена с 20-й дивизией в XV армейский корпус. В июле 1916 года османское командование приказало отправить корпус в Галицию. Переброска более 30 000 человек через четыре страны осложнялась нехваткой подготовки. Первые части прибыли в Венгрию в начале августа, полное развертывание заняло 22 дня благодаря использованию поездов, ранее доставлявших грузы из Германии.
XV корпус вошёл в состав Южной армии под командованием генерал-лейтенанта фон Ботмера и занял 28-километровый участок вдоль реки Злота Липа. Его фланги прикрывали немецкие 55-я пехотная и 1-я баварская резервная дивизии. Противостояли русские 47-я, 113-я и 3-я Туркестанская дивизии.
Русское наступление началось 2 сентября. Основной удар пришёлся на северный участок, где 55-я немецкая дивизия столкнулась с превосходящими силами при поддержке артиллерии. Турецкие полки вступили в бой: 77-й полк отразил русскую пехоту, пересёкшую реку. Однако русские прорвали фронт. Контратака корпуса Хофманна с турецкой артиллерией замедлила их продвижение, а 5 сентября совместное наступление вынудило русских отступить на севере. На юге русские атаковали группу Герока, вынудив её и турок отступить на 20–30 км к новой линии обороны из-за угрозы окружения.
Отступление прошло в сложных условиях: турецкие войска, не имевшие опыта таких операций, оставили арьергард из восьми батальонов. 6 сентября русские атаковали, нанеся потери ослабленным позициям. Фронт был сокращён за счёт передачи участка баварцам. В середине сентября совместная немецко-турецкая контратака отбила русское наступление. Потери корпуса составили около 7000 человек, русские потеряли 15 000–20 000.

##### 1917
Зимой боевые действия приостановились, обе стороны укрепляли позиции. Корпус пополнился до 27 000 человек, включая новые артиллерийские и вспомогательные части. В январе-феврале русские атаки на северный участок были отражены с большими потерями для противника. В апреле командование решило вывести корпус на другой фронт. 19-я дивизия вернулась в Турцию к июлю.
29 июня русские начали крупное наступление с использованием артиллерии и газа. 20-я дивизия и союзники три дня сдерживали атаки. В середине июля турки перешли в контрнаступление, вынудив русских отступить. Преследование велось совместно с немецкой Южной армией до конца июля. В августе 20-я дивизия была заменена немецкими частями и к сентябрю вернулась в Стамбул.
Общие потери XV корпуса в Галиции составили около 25 000 человек, ещё 10 000 попали в плен. Кампания стала первым участием османских войск в зарубежной войне под командованием союзников, показав их боеспособность при должной поддержке.

#### Румыния

##### 1916

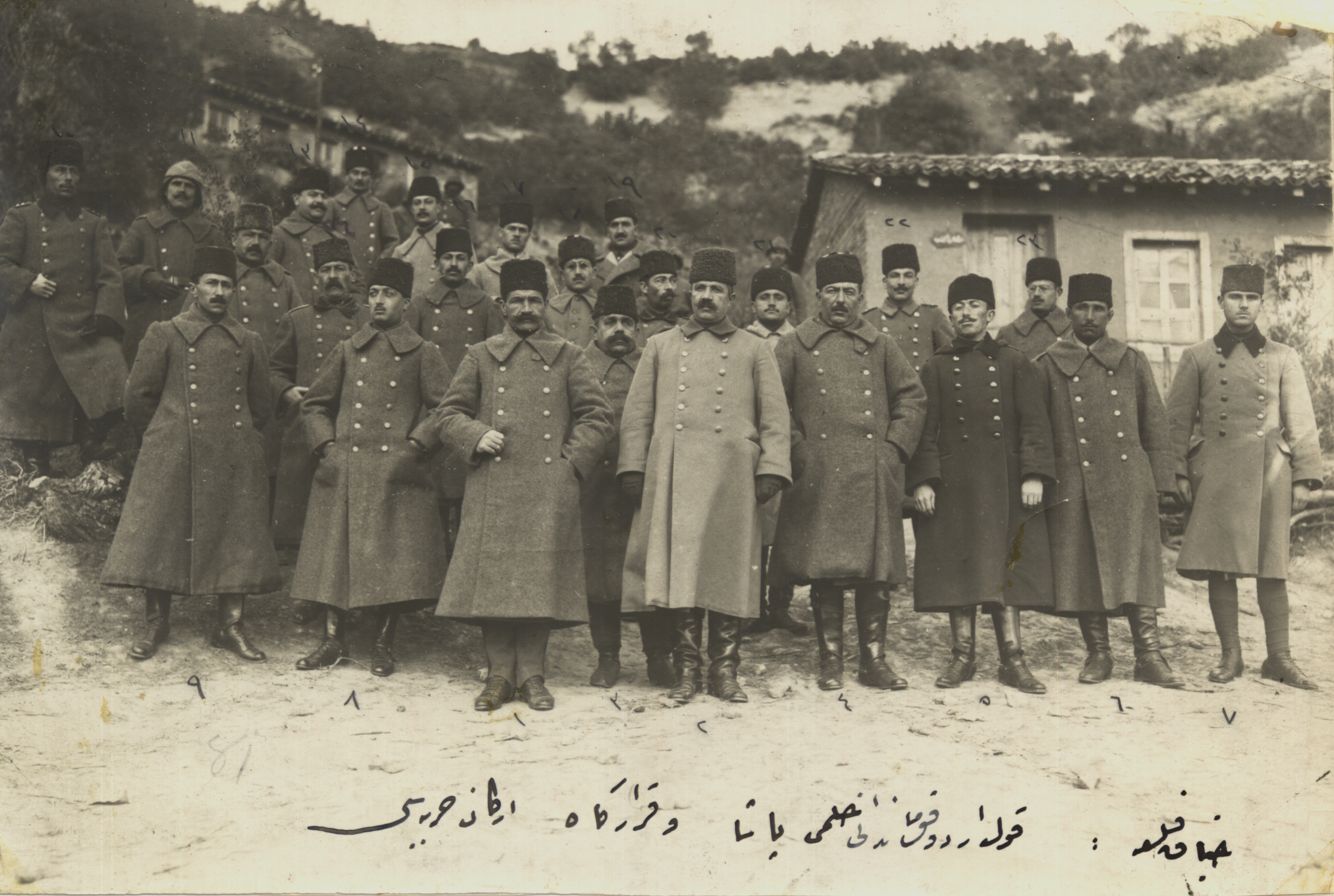
Командир VI-го корпуса и его штаб.

17 августа 1916 года Румыния присоединилась к Антанте, объявив войну Центральным державам 27 августа. Мобилизовав около 750 000 солдат, румыны вторглись в Трансильванию, захватив часть территории. Германия ответила планом двойного окружения: австро-венгерская Четвёртая армия сдерживала север, Девятая немецкая армия Эриха фон Фалкенхайна наступала на Бухарест, а Дунайская армия (немецкие, болгарские и турецкие части) под командованием Августа фон Макензена двигалась через Добруджу.
Османский VI корпус (генерал Хилми-паша) включал 15-ю дивизию (Хамди-бей) и 25-ю дивизию (Шюкрю Али-бей). Сбор происходил в Эдирне и Бакиркёе, затем части направились в Докузагач (Добруджа). Из-за плохих железных дорог переброска завершилась к 19 сентября. 24 сентября 25-я дивизия с болгарской поддержкой заняла Амзачу, потеряв 415 убитых, 2226 раненых, 893 пропавших.
1 октября румыны атаковали в Добрудже, но турки (25-я и 15-я дивизии) удержали позиции. 19 октября Макензен разделил силы: Западная группа (VI корпус) и Восточная группа нанесли удар. Турки продвинулись на 20 км, вынудив румын отступать. К 27 октября они достигли Черноводы, понеся потери: 1864 убитых, 7720 раненых, 2020 пропавших. План переправы через Дунай сорвался из-за румынских и русских подкреплений. В декабре турки отбили русские атаки и захватили Исекчу, продвинувшись на 50 км.

##### 1917
Для усиления фронта Энвер-паша направил 26-ю дивизию (73-й, 76-й, 78-й полки, подполковник Хамди-бей), доведя численность турецких сил до 39 000. Дивизия вышла из Эдирне 9 ноября 1916 года, пересекла Дунай у Систовы 25 ноября и двинулась к Бухаресту в составе Дунайской армии. 27 ноября у Марзэнешти она одержала победу над румынами. 1 декабря 73-й полк и немецкая кавалерия отбили румынскую атаку у Тырново, потеряв 87 убитых, 524 раненых и 357 пропавших. 4 декабря турки и немцы вошли в Бухарест.
Румынские силы отступили к линии Гургуети-Ромынул-Тисилешти. 1 января VI корпус и 15-я дивизия переправились через Дунай, соединившись с Дунайской армией. 5 января генерал Аверьяну отвёл войска за реку Серет. Турки заняли высоты над рекой, но дальнейшее продвижение застопорилось.
26 марта 26-я дивизия получила приказ вернуться в Стамбул, завершив переброску к апрелю. 30 сентября 25-я дивизия также начала отход, прибыв в Стамбул 4 января 1918 года. VI корпус и 15-я дивизия оставались в Добрудже до мая 1918 года, после чего были переправлены в Батуми для действий на Кавказе.
Общие потери турецких сил в Румынии составили около 18 000 человек при численности 21 000 к марту 1917 года. Кампания показала стойкость турецких войск, но их длительное пребывание (до двух лет) при активных боях в течение пяти месяцев вызвало вопросы о целесообразности такого распределения сил.

### Северная Африка

#### 1914–1915

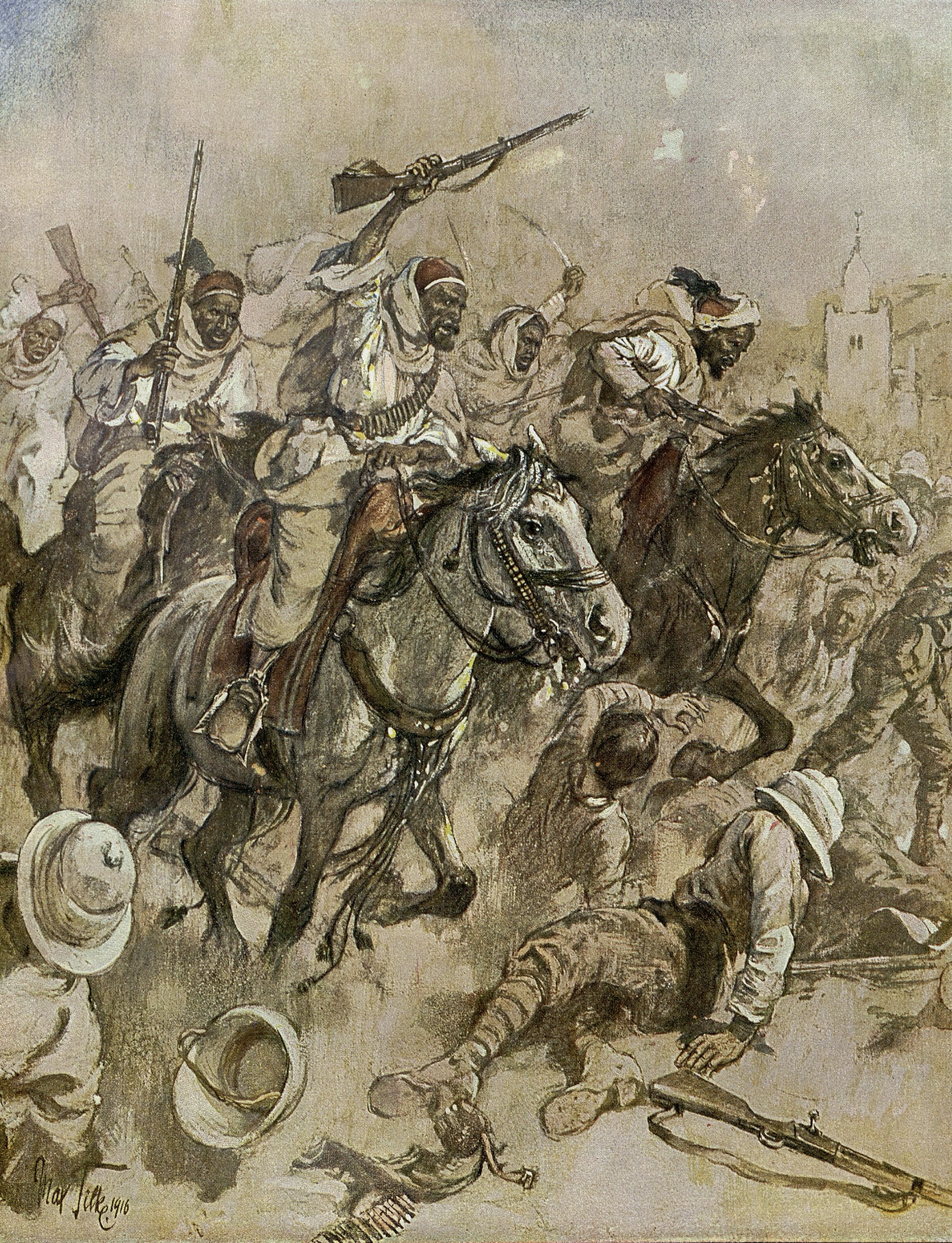
24 декабря 1915 года силы сануситов под руководством шейха вытеснили британские войска из Матруха, к востоку от Соллума.

После утраты Триполитании (современная Ливия) в войне с Италией 1911–1912 годов местное племя сануситов под руководством Ахмад Шариф ас-Сануси продолжило сопротивление. Османское правительство поддерживало их, отправляя офицеров для подготовки милиции сануситов, стремясь восстановить влияние в регионе и отвлечь силы Антанты.
К началу Первой мировой войны сануситы, насчитывавшие около 10 000 бойцов, были обучены офицерами спецслужбы Тешкилят-и Махсуса. После провозглашения джихада в ноябре 1914 года они атаковали итальянцев, освободив Феццан к январю 1915 года и вытеснив их к побережью Средиземного моря к июлю. 24 мая 1915 года, когда Италия объявила войну Центральным державам, конфликт стал частью мировой войны. 15 октября Османская империя объявила Триполитанию своей территорией, направив советников, оружие и батальон пехоты с немецким отрядом. Ахмад аль-Шариф, приняв титул Амир аль-Муминин, присоединился к Центральным державам.

#### 1916–1918
В 1916 году турецкие офицеры возглавили сануситскую кампанию против Египта, охраняемого британцами. Сануситы вынудили британцев оставить Соллум и Сейд-и-Барани, отступив к Матруху, но дальнейшее наступление провалилось. Ахмад аль-Шариф ушёл в отставку, уступив место Мухаммеду Идрису, и покинул регион на немецкой подлодке.
Османский генштаб создал Группу армий Африки под командованием подполковника Нури-бея для действий на ливийском побережье. В 1917 году итальянцы, окруженные в Зуарах, Аль-Хумсе и Триполи, потерпели неудачу в двух попытках прорыва (январь и апрель). В сентябре наступление Группы армий Африки закрепило контроль сануситов и турок над регионом. 3 января 1918 года Нури-бей убыл в Азербайджан, его сменил принц Осман Фуад-эфенди. К концу войны итальянцы удерживали лишь прибрежные анклавы под осадой, а сануситы и турки контролировали Триполи, Феццан и территории до суданской границы.
Мудросское перемирие 30 октября 1918 года потребовало вывода турецких сил. Большинство офицеров, включая Османа Фуада с 500 бойцами, отказались сдаться итальянцам и ушли в Тунис, где сдались французам с условием не быть переданными Италии. Однако через сутки французы нарушили договор, передав турок итальянцам, которые заключили их в плен, а сануситов казнили. Осман Фуад провёл год под домашним арестом близ Неаполя.
Всего 500 турецких офицеров и солдат активно участвовали в боевых действиях на этом театре военных действий, при этом они руководили сануситской милицией (15 000–30 000 бойцов). Военное присутствие в регионе сохранялось с 1911 по 1919 год.

## Потери
Общее количество мобилизованных в османскую армию составило 2 873 000. За время Первой мировой войны безвозвратные военные потери Османской империи составили 771 844 человека, из них 243 598 было убито, 61 847 пропало без вести, 466 759 погибло от болезней и эпидемий. Ранено было 763 753 человек, попало в плен — 145 104 человека, дезертировало — 500 000.

## Поражение Османской Империи и его причины

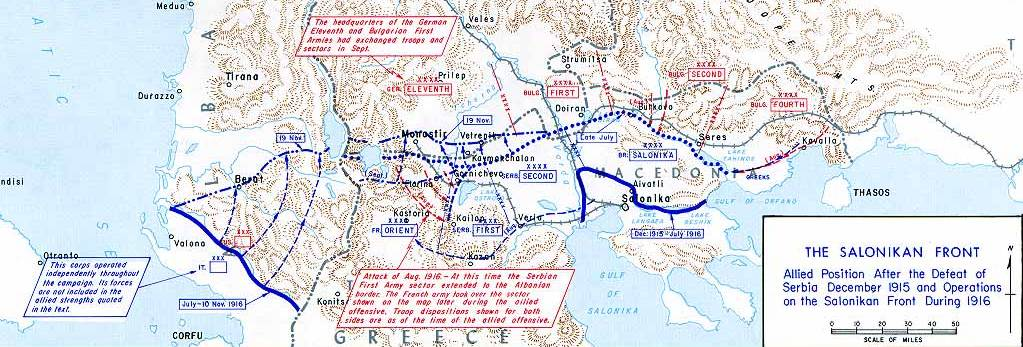
Военные действия Антанты на Македонском (салоникском) фронте против болгарских и немецких войск, которые привели к поражению Османской Империи

Поражение Турции в Первой Мировой войне было связано не напрямую с поражением ее войск, а с успешными действиями Антанты в Болгарии на Македонском фронте и плачевным состоянием Германии как союзника.
После поражения болгарских войск от англо-франко-российского десанта и сербского ополчения в Битве при Скра-ди-Леген возникла прямая угроза падения Софии, и Болгария заключила  Салоникское перемирие с Антантой. Положение Германии было безнадежно, и также она искала сепаратного мира с Антантой. В этих условиях Турция оказывалась отрезанной от союзников и войска Антанты, включая сербское и греческое ополчение, непосредственно угрожали Стамбулу (Константинополю) в ходе Вардарского наступления. Поиск сепаратного мира Германией делал неизбежным поиск сепаратного мира Турцией. В итоге было заключено Мудросское перемирие, которое привело к оккупации Константинополя и падению Османской империи.

## Комментарии
1. ↑  Даты в статье приведены по старому стилю